# Acanthocharax microlepis
Acanthocharax microlepis är en fiskart som beskrevs av Eigenmann 1912. Acanthocharax microlepis ingår i släktet Acanthocharax och familjen Characidae. Inga underarter finns listade i Catalogue of Life.